# Super Formula Lights 2020
Navigation
2021
Le championnat de Super Formula Lights 2020 est la première saison de la Super Formula Lights; ce nouveau championnat succède à l'ancien championnat du Japon de Formule 3. Comportant 17 courses réparties en 6 manches, il démarre le 29 août à Motegi pour se terminer le 20 décembre à Fuji.

## Écuries et pilotes
Toutes les écuries disposent de châssis Dallara EF320, équipées de moteurs Volkswagen ou Toyota.
| Écuries           | n° | Pilotes             | Cat. | Manches |
| ----------------- | -- | ------------------- | ---- | ------- |
| Toda Racing       | 2  | Teppei Natori       |      | Toutes  |
| ALBIREX Racing    | 3  | Seiya Jin           |      | 1–2     |
| ALBIREX Racing    | 3  | Lucca Allen         |      | 4–6     |
| ALBIREX Racing    | 5  | Tsubasa Iriyama     |      | Toutes  |
| Rn-sports         | 10 | Masayuki Ueda       | M    | Toutes  |
| B-Max Racing Team | 13 | Motoyoshi Yoshida   | M    | 1–3     |
| B-Max Racing Team | 13 | Mizuki Ishizaka     |      | 4       |
| B-Max Racing Team | 13 | Yoshiaki Katayama   |      | 5       |
| B-Max Racing Team | 13 | Satoshi Motoyama    |      | 6       |
| B-Max Racing Team | 30 | 'Dragon'            | M    | Toutes  |
| B-Max Racing Team | 50 | Sena Sakaguchi      |      | Toutes  |
| RS Fine           | 35 | Shunsuke Kohno      |      | Toutes  |
| TOM'S             | 36 | Ritomo Miyata       |      | Toutes  |
| TOM'S             | 37 | Kazuto Kotaka       |      | Toutes  |
| B-Max Engineering | 51 | Kiyoto Fujinami     |      | 1       |
| B-Max Engineering | 51 | Yoshiaki Katayama   |      | 2       |
| B-Max Engineering | 51 | Nobuhiro Imada      | M    | 3–6     |
| B-Max Engineering | 52 | Mitsunori Takaboshi |      | 1       |
| B-Max Engineering | 52 | Masami Kageyama     |      | 2       |
| B-Max Engineering | 52 | Takashi Hata        | M    | 3, 5    |
| B-Max Engineering | 52 | Sakon Yamamoto      |      | 6       |

| Icône | Légende      |
| ----- | ------------ |
| M     | Master Class |

## Calendrier
Le calendrier initial a été annoncé le 11 septembre 2019. La saison se déroule en parallèle de la saison de Super Formula. Après de multiples reports dus à la pandémie de Covid-19 un calendrier révisé a été annoncé le 10 juin 2020 avec un début de saison à la fin du mois d'août et une fin de saison à la fin du mois de décembre.
| Manche | Manche | Circuit                         | Lieu     | Date         |
| ------ | ------ | ------------------------------- | -------- | ------------ |
| 1      | C1     | Twin Ring Motegi                | Motegi   | 29 Août      |
| 1      | C2     | Twin Ring Motegi                | Motegi   | 30 Août      |
| 1      | C3     | Twin Ring Motegi                | Motegi   | 30 Août      |
| 2      | C1     | Circuit international d'Okayama | Mimasaka | 26 Septembre |
| 2      | C2     | Circuit international d'Okayama | Mimasaka | 25 Septembre |
| 3      | C1     | Sportsland SUGO                 | Murata   | 17 Octobre   |
| 3      | C2     | Sportsland SUGO                 | Murata   | 18 Octobre   |
| 3      | C3     | Sportsland SUGO                 | Murata   | 18 Octobre   |
| 4      | C1     | Autopolis                       | Kamitsue | 14 Novembre  |
| 4      | C2     | Autopolis                       | Kamitsue | 15 Novembre  |
| 4      | C3     | Autopolis                       | Kamitsue | 15 Novembre  |
| 5      | C1     | Circuit de Suzuka               | Suzuka   | 5 Décembre   |
| 5      | C2     | Circuit de Suzuka               | Suzuka   | 6 Décembre   |
| 5      | C3     | Circuit de Suzuka               | Suzuka   | 6 Décembre   |
| 6      | C1     | Fuji Speedway                   | Oyama    | 19 Décembre  |
| 6      | C2     | Fuji Speedway                   | Oyama    | 20 Décembre  |
| 6      | C3     | Fuji Speedway                   | Oyama    | 20 Décembre  |

## Résultats de la saison 2020
| Manche | Manche | Circuit                         | Pole Position  | Meilleur Tour  | Pilote Vainqueur | Écurie gagnante | Vainqueur Masters |
| ------ | ------ | ------------------------------- | -------------- | -------------- | ---------------- | --------------- | ----------------- |
| 1      | C1     | Twin Ring Motegi                | Ritomo Miyata  | Ritomo Miyata  | Ritomo Miyata    | TOM'S           | 'Dragon'          |
| 1      | C2     | Twin Ring Motegi                | Ritomo Miyata  | Ritomo Miyata  | Ritomo Miyata    | TOM'S           | Motoyoshi Yoshida |
| 1      | C3     | Twin Ring Motegi                |                | Ritomo Miyata  | Ritomo Miyata    | TOM'S           | 'Dragon'          |
| 2      | C1     | Circuit international d'Okayama | Ritomo Miyata  | Ritomo Miyata  | Ritomo Miyata    | TOM'S           | Masayuki Ueda     |
| 2      | C2     | Circuit international d'Okayama | Ritomo Miyata  | Ritomo Miyata  | Sena Sakaguchi   | B-MAX Racing    | 'Dragon'          |
| 3      | C1     | Sportsland SUGO                 | Sena Sakaguchi | Ritomo Miyata  | Ritomo Miyata    | TOM'S           | 'Dragon'          |
| 3      | C2     | Sportsland SUGO                 | Sena Sakaguchi | Sena Sakaguchi | Sena Sakaguchi   | B-MAX Racing    | 'Dragon'          |
| 3      | C3     | Sportsland SUGO                 |                | Ritomo Miyata  | Ritomo Miyata    | TOM'S           | 'Dragon'          |
| 4      | C1     | Autopolis                       | Ritomo Miyata  | Ritomo Miyata  | Ritomo Miyata    | TOM'S           | 'Dragon'          |
| 4      | C2     | Autopolis                       | Teppei Natori  | Sena Sakaguchi | Sena Sakaguchi   | B-MAX Racing    | 'Dragon'          |
| 4      | C3     | Autopolis                       |                | Ritomo Miyata  | Ritomo Miyata    | TOM'S           | 'Dragon'          |
| 5      | C1     | Circuit de Suzuka               | Sena Sakaguchi | Ritomo Miyata  | Ritomo Miyata    | TOM'S           | 'Dragon'          |
| 5      | C2     | Circuit de Suzuka               | Sena Sakaguchi | Ritomo Miyata  | Sena Sakaguchi   | B-MAX Racing    | 'Dragon'          |
| 5      | C3     | Circuit de Suzuka               |                | Ritomo Miyata  | Ritomo Miyata    | TOM'S           | 'Dragon'          |
| 6      | C1     | Fuji Speedway                   | Ritomo Miyata  | Ritomo Miyata  | Ritomo Miyata    | TOM'S           | 'Dragon'          |
| 6      | C2     | Fuji Speedway                   | Sena Sakaguchi | Ritomo Miyata  | Kazuto Kotaka    | TOM'S           | Nobuhiro Imada    |
| 6      | C3     | Fuji Speedway                   |                | Ritomo Miyata  | Ritomo Miyata    | TOM'S           | 'Dragon'          |

## Classements
Les points des courses sont attribués aux 6 premiers pilotes classés. Ce système d'attribution des points est utilisé pour chaque manche du championnat.			
| Position | 1er | 2e | 3e | 4e | 5e | 6e | PP | MT |
| Points   | 10  | 7  | 5  | 3  | 2  | 1  | 1  | 1  |

### Classement des pilotes
| Pos. | Pilote              | MOT | MOT | MOT | OKA | OKA | SUG | SUG | SUG | AUT  | AUT  | AUT  | SUZ | SUZ | SUZ | FUJ | FUJ | FUJ | Points |
| ---- | ------------------- | --- | --- | --- | --- | --- | --- | --- | --- | ---- | ---- | ---- | --- | --- | --- | --- | --- | --- | ------ |
| 1    | Ritomo Miyata       | 1   | 1   | 1   | 1   | 2   | 1   | 2   | 1   | 1    | 3    | 1    | 1   | Abd | 1   | 1   | 3   | 1   | 153    |
| 2    | Sena Sakaguchi      | 2   | 3   | 2   | 2   | 1   | 2   | 1   | 2   | 2    | 1    | 2    | 8   | 1   | 2   | 2   | 2   | 2   | 116    |
| 3    | Kazuto Kotaka       | 4   | 2   | 3   | 7   | 3   | 3   | 5   | 3   | Abd  | 4    | 4    | 3   | 2   | 3   | 3   | 1   | 3   | 73     |
| 4    | Teppei Natori       | 3   | 7   | 5   | 4   | 4   | Abd | 3   | 5   | 3    | 2    | 3    | 5   | 3   | 5   | 4   | 4   | 4   | 54     |
| 5    | Shunsuke Kohno      | 7   | 5   | 7   | 6   | Abd | 4   | 4   | 4   | 4    | 5    | 5    | 2   | 4   | 4   | 5   | 5   | 5   | 38     |
| 6    | Yoshiaki Katayama   |     |     |     | 3   | Abd |     |     |     |      |      |      | 4   | 5   | 7   |     |     |     | 10     |
| 7    | Mitsunori Takaboshi | 5   | 4   | 4   |     |     |     |     |     |      |      |      |     |     |     |     |     |     | 8      |
| 8    | Tsubasa Iriyama     | 9   | 9   | 9   | Abd | 5   | 6   | 6   | 6   | 7    | 7    | 7    | 7   | 6   | Abd | 8   | 6   | 6   | 8      |
| 9    | Lucca Allen         |     |     |     |     |     |     |     |     | 6    | 6    | Abd  | 6   | Abd | 6   | 6   | 7   | 8   | 5      |
| 10   | Seiya Jin           | 6   | 8   | 8   | 5   | Abd |     |     |     |      |      |      |     |     |     |     |     |     | 3      |
| 11   | Mizuki Ishizaka     |     |     |     |     |     |     |     |     | 5    | Np   | 6    |     |     |     |     |     |     | 3      |
| 12   | 'Dragon'            | 10  | Abd | 10  | 10  | 7   | 5   | 7   | 7   | 8    | 8    | 8    | 9   | 7   | 8   | 9   | 11  | 9   | 2      |
| 13   | Kiyoto Fujinami     | 8   | 6   | 6   |     |     |     |     |     |      |      |      |     |     |     |     |     |     | 2      |
| 14   | Masami Kageyama     |     |     |     | 8   | 6   |     |     |     |      |      |      |     |     |     |     |     |     | 1      |
| 15   | Masayuki Ueda       | 11  | Abd | 11  | 9   | 8   | 7   | 8   | 8   | Abd  | 9    | 9    | 11  | 8   | 9   | 11  | 10  | Abd | 0      |
| 16   | Sakon Yamamoto      |     |     |     |     |     |     |     |     |      |      |      |     |     |     | 12  | 8   | 7   | 0      |
| 17   | Satoshi Motoyama    |     |     |     |     |     |     |     |     |      |      |      |     |     |     | 7   | Abd | Abd | 0      |
| 18   | Nobuhiro Imada      |     |     |     |     |     | 8   | 9   | 9   | Forf | Forf | Forf | 10  | Abd | 10  | 10  | 9   | 10  | 0      |
| 19   | Motoyoshi Yoshida   | 12  | 10  | 12  | 11  | 9   | 10  | 11  | 11  |      |      |      |     |     |     |     |     |     | 0      |
| 20   | Takashi Hata        |     |     |     |     |     | 9   | 10  | 10  |      |      |      | Abd | Abd | 11  |     |     |     | 0      |
| Pos  | Pilote              |     |     |     |     |     |     |     |     |      |      |      |     |     |     |     |     |     |        |
| Pos  | Pilote              | MOT | MOT | MOT | OKA | OKA | SUG | SUG | SUG | AUT  | AUT  | AUT  | SUZ | SUZ | SUZ | FUJ | FUJ | FUJ | Points |

| Couleur  | Résultat                       |
| -------- | ------------------------------ |
| Or       | Vainqueur                      |
| Argent   | 2e place                       |
| Bronze   | 3e place                       |
| Vert     | Classé dans les points         |
| Bleu     | Classé hors des points         |
| Bleu     | Non classé (Nc.)               |
| Violet   | Abandon (Abd.)                 |
| Rouge    | Non qualifié (Nq.)             |
| Rouge    | Non pré-qualifié (Npq.)        |
| Noir     | Disqualifié (Dsq.)             |
| Blanc    | Non partant (Np.)              |
| Blanc    | Forfait (Forf.)                |
| Blanc    | Course annulée (A)             |
| Neutre   | Non présent                    |
| Neutre   | Exclu (Ex.)                    |
| Gras     | Pole position                  |
| Italique | Meilleur tour en course        |
| †        | Classé sans terminer la course |
| 1 2 3 …  | Classement dans la catégorie   |

### Masters Class
| Pos. | Pilote            | MOT | MOT | MOT | OKA | OKA | SUG | SUG | SUG | AUT  | AUT  | AUT  | SUZ | SUZ | SUZ | FUJ | FUJ | FUJ | Points |
| ---- | ----------------- | --- | --- | --- | --- | --- | --- | --- | --- | ---- | ---- | ---- | --- | --- | --- | --- | --- | --- | ------ |
| 1    | 'Dragon'          | 10  | Abd | 10  | 10  | 7   | 5   | 7   | 7   | 8    | 8    | 8    | 9   | 7   | 8   | 9   | 11  | 9   | 155    |
| 2    | Masayuki Ueda     | 11  | Abd | 11  | 9   | 8   | 7   | 8   | 8   | Abd  | 9    | 9    | 11  | 8   | 9   | 11  | 10  | Abd | 102    |
| 3    | Nobuhiro Imada    |     |     |     |     |     | 8   | 9   | 9   | Forf | Forf | Forf | 10  | Abd | 10  | 10  | 9   | 10  | 55     |
| 4    | Motoyoshi Yoshida | 12  | 10  | 12  | 11  | 9   | 10  | 11  | 11  |      |      |      |     |     |     |     |     |     | 36     |
| 5    | Takashi Hata      |     |     |     |     |     | 9   | 10  | 10  |      |      |      | Abd | Abd | 11  |     |     |     | 12     |
| Pos  | Pilote            |     |     |     |     |     |     |     |     |      |      |      |     |     |     |     |     |     |        |
| Pos  | Pilote            | MOT | MOT | MOT | OKA | OKA | SUG | SUG | SUG | AUT  | AUT  | AUT  | SUZ | SUZ | SUZ | FUJ | FUJ | FUJ | Points |